# Бубель-Гранна
Бубель-Гранна (пол. Bubel-Granna) — село в Польщі, у гміні Янів Підляський Більського повіту Люблінського воєводства. Населення — 119 осіб (2011).

## Історія
За німецької окупації під час Другої світової війни у селі діяла українська школа.
У 1975—1998 роках село належало до Білопідляського воєводства.

## Демографія
Демографічна структура станом на 31 березня 2011 року:
|          | Загалом | Допрацездатний вік | Працездатний вік | Постпрацездатний вік |
| -------- | ------- | ------------------ | ---------------- | -------------------- |
| Чоловіки | 62      | 8                  | 42               | 12                   |
| Жінки    | 57      | 6                  | 30               | 21                   |
| Разом    | 119     | 14                 | 72               | 33                   |